# Düsterspecht

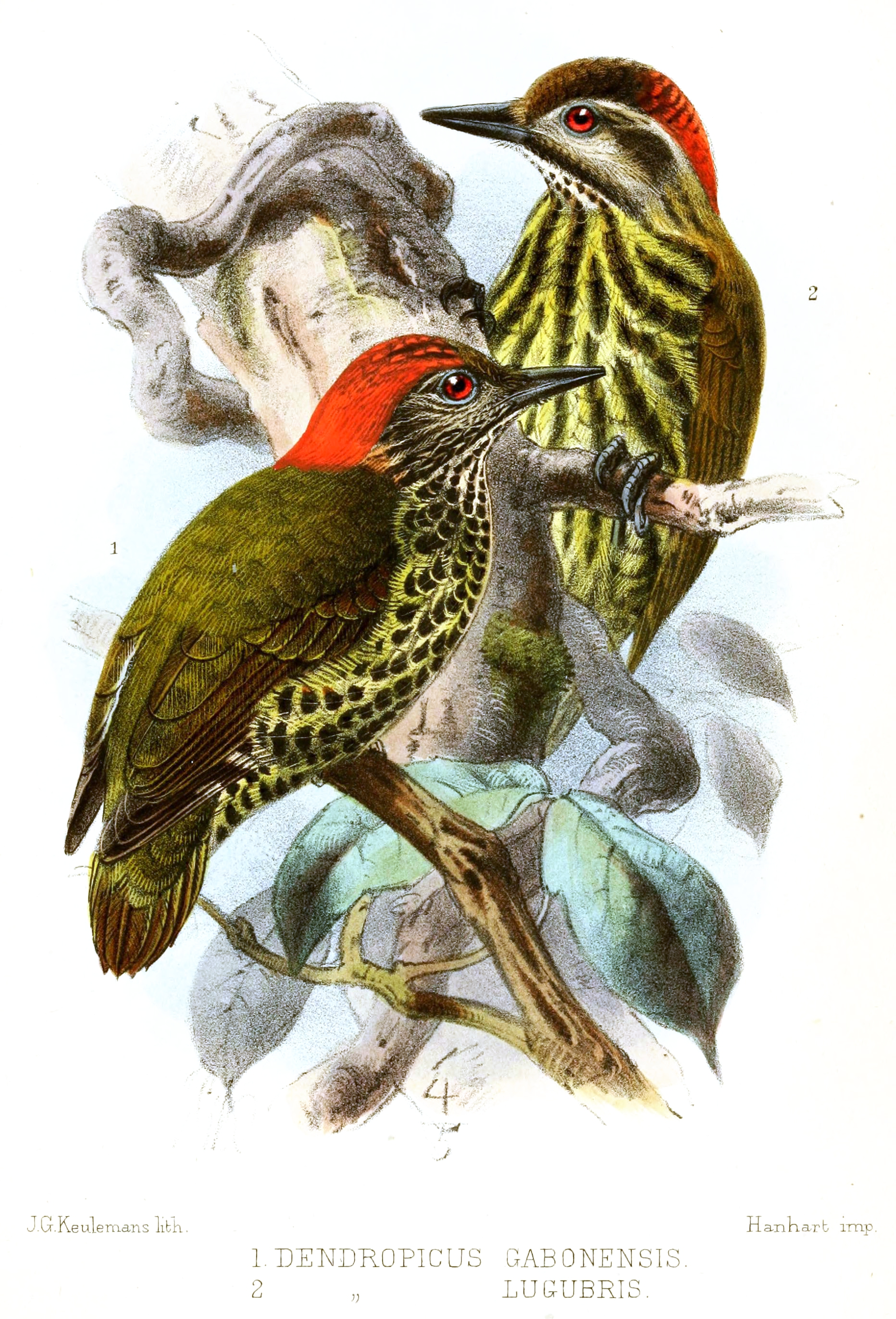
Düsterspecht (rechts), Illustration

Der Düsterspecht (Dendropicos lugubris, Syn. Chloropicus lugubris) ist ein Vogel aus der Familie der Spechte (Picidae).
Die Art wurde früher als Unterart (Ssp.) des Gabunspechtes (Dendropicos gabonensis) angesehen und dann als Dendropicos gabonensis lugubris bezeichnet.
Der Vogel kommt von Sierra Leone bis Ghana, Nigeria und Kamerun vor.
Der Lebensraum umfasst offene Wälder, Waldränder, Lichtungen, Sekundärwald, Galeriewald, Plantagen und Gärten in Westafrika bis 1200 oder 1300 m Höhe.
Das Artepitheton kommt von lateinisch lugere ‚trauern‘.

## Merkmale
Der Vogel ist etwa 17 bis 18 cm groß. Das Männchen ist olivbraun von der Stirn bis zum Scheitel, der Nacken ist rot, an den Seiten weiß. Der weiße Überaugenstreif ist dünn, die Ohrdecken sind braun, außerdem hat es einen weißen Kinnstreifen und breite braune Zügel. Die Kehle ist weiß mit dunklen Flecken oder Strichen. Die Oberseite ist bronzefarben bis grünlich, eventuell mit blasseren Federspitzen und angedeuteten Binden.
Die braunen Flugfedern haben grünliche Ränder. Die Schwanzoberseite ist schwarz. Die Unterseite ist blass grünlich bis gelb, die Federn sind in der Mitte breit dunkelbraun, insgesamt ist die Unterseite deutlich gestrichelt. Die Flügelunterseiten sind blass gelblich-weiß mit braunen Flecken, die Schwanzunterseite ist grau bis schwarz. Der ziemlich kurze Schnabel ist grau bis schwärzlich, blasser an der Basis und dem Unterschnabel. Die Iris ist rot bis rotbraun, die Beine grünlich, braun oder olivfarben tingiert.
Die Art unterscheidet sich vom Gabunspecht (Dendropicos gabonensis) durch die Kopfzeichnung, die breitere dunkle Strichelung der Unterseite, den schwärzeren Schwanz und die deutlichere Bronzefärbung der Oberseite.
Das Weibchen ist im Nacken schwärzlich, nicht rot. Jungvögel sind matter gefärbt, noch ohne Bronzetöne auf der Oberseite und haben braune Augen.
Die Art ist monotypisch.

## Stimme
Der Ruf wird als langgezogenes Summen oder schnelles Rasseln „bddddddddddddd-d-it“, „br-r-r-r-r-r-ip“ oder „rrek-rrek-rrek-rrak-rrak“ beschrieben.

## Lebensweise
Die Nahrung besteht aus Insekten, die meist paarweise, in Familiengruppen, oft auch in gemischten Jagdgemeinschaften bevorzugt in den Baumwipfeln gesucht werden.
Die Brutzeit liegt in Sierra Leone zwischen Oktober und März. Als Nest wird ein Loch im abgestorbenen Stamm oder Ast von Bäumen in 15 bis 30 m Höhe genutzt.

## Gefährdungssituation
Die Art gilt als nicht gefährdet (Least Concern).